# Maximiliano Francisco Fiennes
Maximilien François, comte de Fiennes (segle xvii-1716) militar francès al servei de Felip V durant la Guerra de Successió Espanyola. Tinent General dels Reials Exèrcits de Felip V i comandant en cap de l'Exèrcit de les Dues Corones Borbòniques a l'Empordà, fou governador de Girona durant la Guerra dels Catalans (1713-1714), la darrera campanya militar de la Guerra de Successió Espanyola a Catalunya.